# Duri Camichel
Duri Camichel (Samedan, 6 maggio 1982 – Parismina, 28 aprile 2015) è stato un hockeista su ghiaccio svizzero che ha giocato per quindici stagioni nella Lega Nazionale A.

## Carriera

### Club
Duri, figlio del bobbista olimpionico Werner Camichel, iniziò a militare nelle giovanili dell'EV Zug insieme al fratello maggiore Corsin. Fece il proprio esordio in prima squadra nella stagione 1999-2000 disputando cinque partite. Nelle prime stagioni fu ceduto anche in prestito nelle serie minori con le maglie dell'EHC Seewen e del Basilea.
Rimase sempre a Zugo e a partire dalla stagione 2006-2007 fu scelto come nuovo capitano della formazione. Un anno più tardi stabilì il proprio record con 46 punti in 48 partite di stagione regolare. Nella stagione 2008-2009 il fratello si trasferì all'HC Ambrì-Piotta, e per la prima volta in carriera i due fratelli non giocarono nella stessa formazione.
Camichel rimase con la maglia dello Zugo fino al 2012, anno in cui dopo quasi 600 partite disputate decise di lasciare la squadra per trasferirsi presso i Rapperswil-Jona Lakers. Dopo due stagioni a soli 31 anni di età decise di ritirarsi dall'attività agonistica.
Nell'aprile del 2015 morì in Costa Rica all'età di 32 anni a causa di un incidente stradale mentre era diretto verso la località di Puerto Limón. Oltre a lui perse la vita Harry Andereggen, preparatore atletico e già in passato allenatore personale di Mark Streit.

### Nazionale
Fra il 2000 e il 2001 Camichel giocò con le rappresentative Under-18 e Under-20 disputando due campionati mondiali di categoria.
Dopo diverse stagioni nel corso del campionato 2006-2007 fu convocato per la prima volta con la nazionale maggiore prendendo parte al campionato mondiale 2007. Rimase nel giro della selezione rossocrociata per quattro stagioni disputando numerose amichevoli. In totale raccolse 9 punti in 31 gare disputate.